# Amar Ammour
Amar Amour (Aïn El Hadjel, 10 september 1976) is een Algerijns voormalig betaald voetballer. In 2003 was hij Algerijns Voetballer van het Jaar. Amour speelde als middenvelder en kwam drie keer uit voor het Algerijns voetbalelftal, waarvoor hij één keer scoorde.

## Clubs
- 1994–1996 :  MCB Aïn Hedjel
- 1996–1998 :  MC Alger
- 1998–2000 :  SA Mohammadia
- 2000–2002 :  ASM Oran
- 2002–2009 :  USM Alger
- 2009–2010 :  CA Bordj Bou Arreridj
- 2010–2011 :  MC Alger
- 2011–2014 :  CR Belouizdad

## Erelijst
- Algerian Championnat National: 2

2003, 2005
- Beker van Algerije: 2

2003, 2004
- Algerijns Voetballer van het Jaar: 1

2003